# Leucania fulvescens
Leucania fulvescens là một loài bướm đêm trong họ Noctuidae.